# 德鹿谷村
德鹿谷村是臺灣南投縣仁愛鄉的一個村，位於該鄉東部霧社溪流域，東依花蓮縣秀林鄉，西北接大同村，南鄰都達村。村內有下靜觀（莎都）、上靜觀（卜溪）與平生（德鹿灣）等聚落，居民以賽德克族德路固群為主。原名合作村，2021年11月3日正名為德鹿谷村。

## 交通動線
- 投85線（合作產業道路，靜觀橋）

## 設施與景點
| 由日治時期的サード社（莎都）與ブシシカ社（卜溪）、ブシシカ社三部落所組成，霧社事件後部分居民遷至精英村內的富士與親愛村內的松林，剩餘居民整併為トロツク社。戰後改名靜觀，2021年正名為德鹿谷。 - 南投縣風景區管理所鳶峰遊客中心（昆陽） - 南投縣立德鹿谷（Truku）國民小學 - 南投縣政府警察局仁愛分局靜觀派出所 - 臺灣基督長老教會賽德克區會德鹿谷教會 - 臺灣基督長老教會賽德克區會莎都（Sadu）教會 - 卜溪（Busig）吊橋 | 日治時期原稱タロワン社（德鹿灣），霧社事件後部分居民遷至精英村內的富士與親愛村內的松林。 - 臺灣基督長老教會賽德克區會德鹿灣（Truwan）教會 - 德鹿谷瀑布 - 國立臺灣大學生物資源暨農學院附設山地實驗農場 - 梅峰本場 - 翠峰分場 |

## 自然景觀
| - 霧社溪（ヤユン溪） - 奇萊主溪（ミナケン溪，合歡瀑布） | - 三角峰 - 合歡東峰（成功山屋） |